# Tríptico da Matriz da Calheta (Provoost)
O Tríptico da Matriz  da Calheta foi um conjunto de três pinturas a óleo sobre madeira de tema religioso pintadas entre 1525 e 1529 presumivelmente pelo notável pintor flamengo Jan Provoost, de que restam os dois painéis laterais pintados de ambos os lados, pinturas que se destinaram inicialmente ao altar-mor da Igreja Matriz da Calheta (Madeira) e que se encontram actualmente no Museu de Arte Sacra do Funchal. A obra deve ter sido encomendada para a capela-mor da igreja Matriz da Calheta quando da realização de obras de beneficiação da igreja após a elevação de Calheta a vila em 1502.
A interpretação mais recente considera os painéis de S. Francisco e de S. António como os painéis laterais de uma estrutura central, de pintura ou de escultura, da qual presentemente se desconhece o paradeiro. O conjunto poderia ter como painel principal um Pentecostes visto a invocação da Igreja Matriz da Calheta ser do Espírito Santo. Os reversos dos dois painéis existentes, com imagens da Virgem Maria num e do arcanjo S. Gabriel no outro, pela continuidade arquitectónica das imagens representam em conjunto o episódio bíblico da Anunciação. [carece de fontes?]
É possível que o retábulo fosse de tipo misto, de pintura e de escultura, pois por coincidência existe na Capela dos Reis Magos, no Estreito da Calheta, uma estrutura retabular deste tipo importada da Flandres no primeiro quartel do século XVI.
Jan Provoost estabeceu-se em Bruges a partir de 1494 tendo lá falecido em 1529. A sua única obra documentada é o Juízo Final, datado de 1525, que está presentemente no Museu Groeninge, em Bruges. Também atribuído a Jan Provoost é o Tríptico de Nossa Senhora da Misericórdia, de cerca de 1515, que pertenceu à Misericórdia do Funchal e se encontra actualmente no Museu Nacional de Arte Antiga, em Lisboa. Os painéis da Calheta devem assim ser datados da última década de produção do pintor.

## Descrição

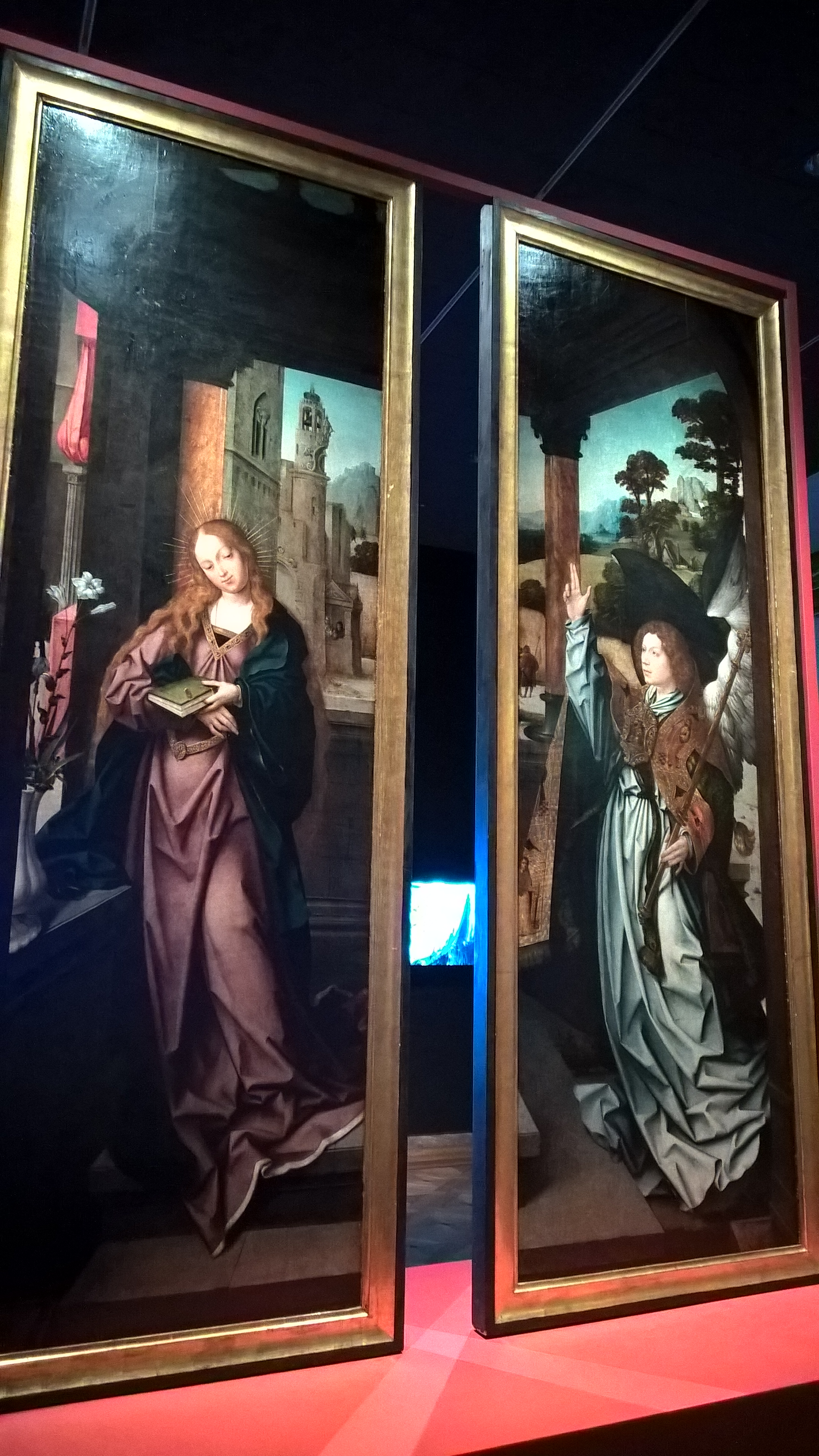
Anunciação, reverso dos painéis laterais do Tríptico da Matriz da Calheta

Os dois painéis laterais anversos representam portanto S. Francisco e S. António. S. Francisco está representado com as suas chagas e o crucifixo vendo-se também o serafim que o estigmatizou. S. António sustenta na mão direita o Livro sobre o qual está sentado o Menino Jesus nu que segura por sua vez uma açucena, e com a mão esquerda prende uma belíssima cruz em ourivesaria.
As figuras dos dois principais santos franciscanos estão isoladas numa paisagem que tem continuação entre os painéis, sendo os rostos bem caracterizados e o cromatismo contido que sublinha, na suave definição das sombras, as elegantes dobras dos seus hábitos.
Nos reversos destes painéis encontramos representada o episódio bíblico da Anunciação, com a Virgem Maria e o arcanjo São Gabriel. Maria segura um livro fechado, mas marcado com os seus dedos no ponto de leitura que segundo a tradição seria a profecia de Isaías, enquanto Gabriel, segurando o ceptro na mão esquerda, aponta com a direita para o céu, num gesto de bênção e de anúncio da realização da decisão divina. O Arcanjo enverga uma magnífica capa de asperges com histórias bordadas que é fechada por firmal de desenho elaborado.
As duas pinturas da Anunciação também apresentam um fundo unificado, com o Arcanjo e a Virgem Maria representados no interior de uma varanda que se abre para uma paisagem de grande profundidade. A construção arquitectónica permite compensar a grande verticalidade dos painéis, numa composição harmónica em que o dinamismo das figuras é dado pelo movimentado das suas vestes.